# St. Josef (Kempen)

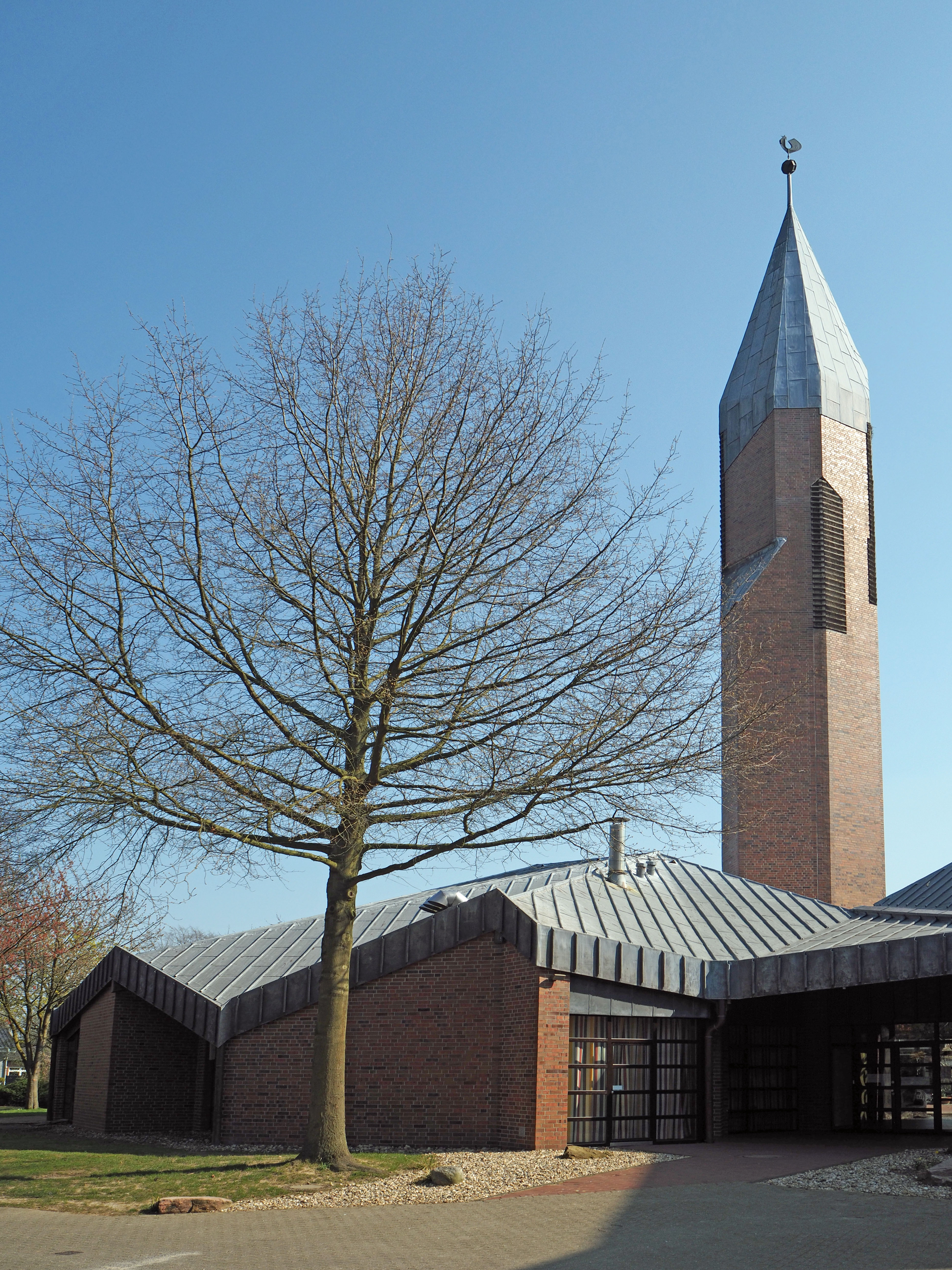
St. Josef in Kempen

St. Josef ist eine römisch-katholische Filialkirche in Kempen im Kreis Viersen in Nordrhein-Westfalen.
Die Kirche gehört zur Pfarre St. Mariä Geburt und wurde zwischen 1988 und 1990 nach Plänen von Günther Schmitz und Heinrich Curbach errichtet.

## Geschichte
Das heutige Stadtviertel Kamperlings wurde ab 1930 nach und nach bebaut. Im Verlauf der 1960er Jahre war Kamperlings so bebaut, dass eine eigene Kirche für den neuen Stadtteil erforderlich wurde. 1969 wurde eine Kirche in Fertigbauweise errichtet und am 15. April 1970 die Vikarie St. Josef innerhalb der Pfarre St. Mariä Geburt gebildet. 
In den 1980er Jahren beschloss man einen Kirchenneubau. Anfang 1988 erfolgte zunächst der Abbruch der alten Kirche, sodass bereits am 20. März 1988 mit dem Bau des heutigen Kirchenbaus begonnen werden konnte. Die Grundsteinlegung folgte am 19. März 1989. Nach dreijähriger Bauzeit war die neue Kirche fertiggestellt und konnte am 3. März 1990 geweiht werden. Die Pläne zum Bau entwarfen die beiden Architekten Günther Schmitz, Aachen, und Heinrich Curbach, Gangelt.

## Baubeschreibung
St. Josef ist ein polygonaler Bau mit Zeltdach und 38 m hohem Glockenturm in Formen der Moderne.

## Ausstattung
Im Innenraum befindet sich eine moderne Ausstattung aus der Bauzeit. Die schmalen, bodentiefen Buntglasfenster sind Werke von Josef Ebnöther aus dem Jahr 1992. Altar, Taufstein und Ambo sind Werke von Ulrich Rückriem aus Granit von 1989. Tisa von der Schulenburg entwarf die aus Bronze gegossenen Figuren der Muttergottes und des hl. Josefs sowie das Kreuz.